# Dannie Heineman
Dannie N. Heineman (sinh ngày 23 tháng 11 năm 1872 mất ngày 31 tháng 1 năm 1962) là một kỹ sư và nhà kinh doanh người Mỹ gốc Bỉ.
Ông đã để lại di sản lập ra Quỹ Heineman, tài trợ cho khoa học như các Giải Vật lý toán học Dannie Heineman và Giải Vật lý thiên văn Dannie Heineman.